# Pleomele auwahiensis
Pleomele auwahiensis, tiếng Anh thường gọi là Halapepe, là một loài thực vật có hoa thuộc họ Ruscaceae là loài đặc hữu của quần đảo Maui và Molokaʻi ở Hawaiʻi. Loài này có ở rừng khô nhiệt đới và rừng ẩm thấp hỗn hợp của Hawaiiở độ cao 610–1.220 mét (2.000–4.000 ft). Chúng hiện đang bị đe dọa vì mất môi trường sống.

## Hình ảnh

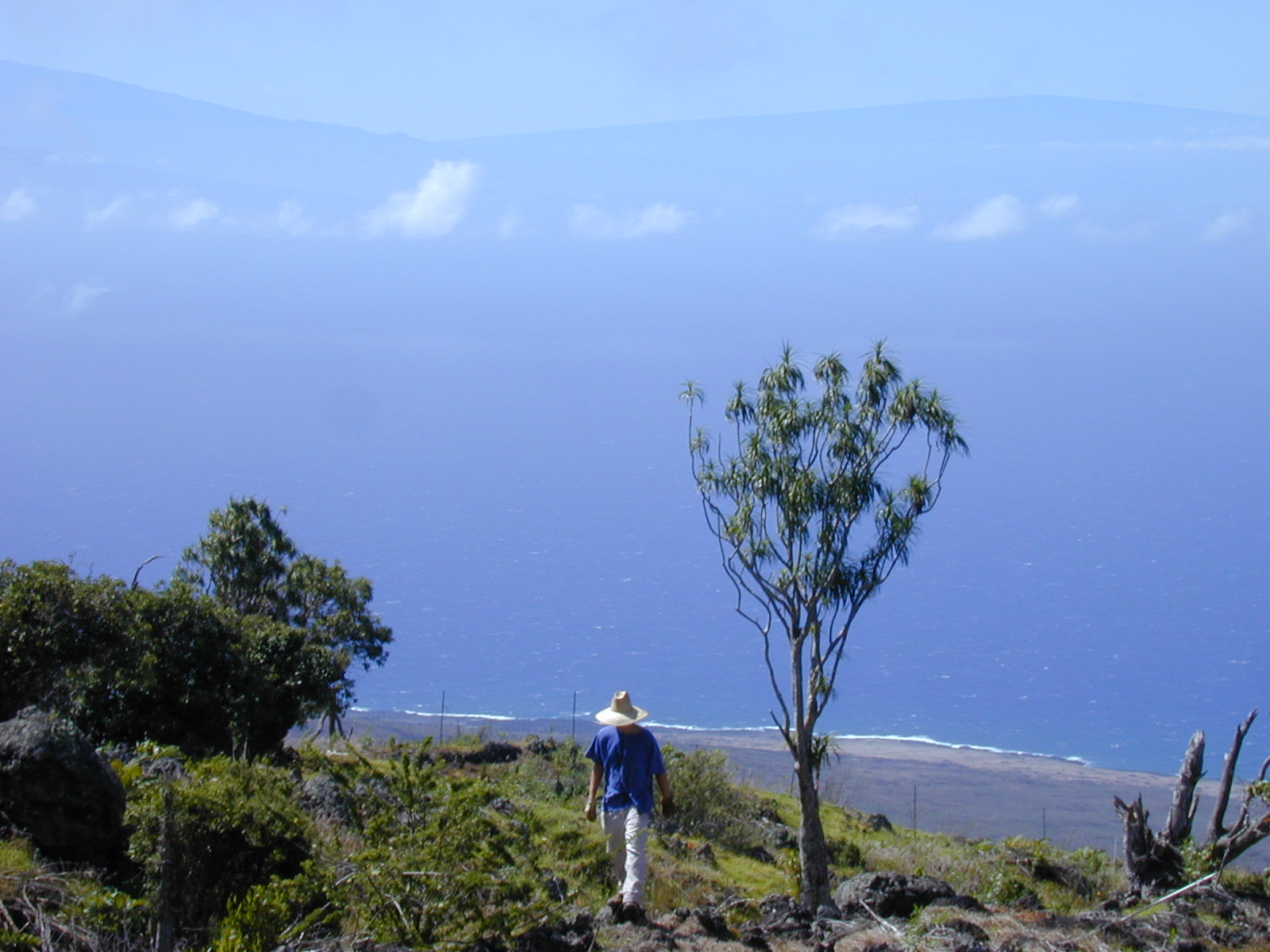
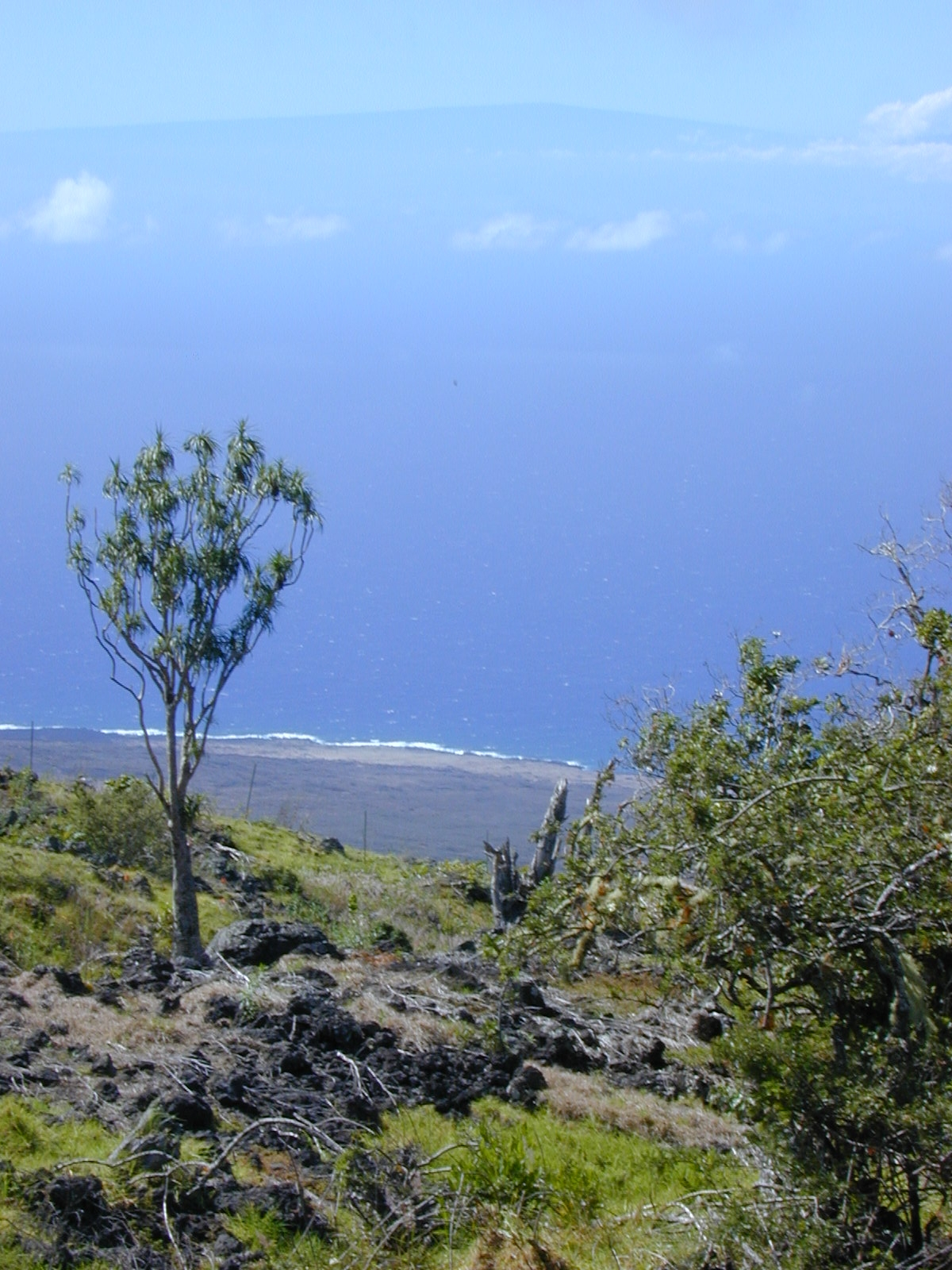
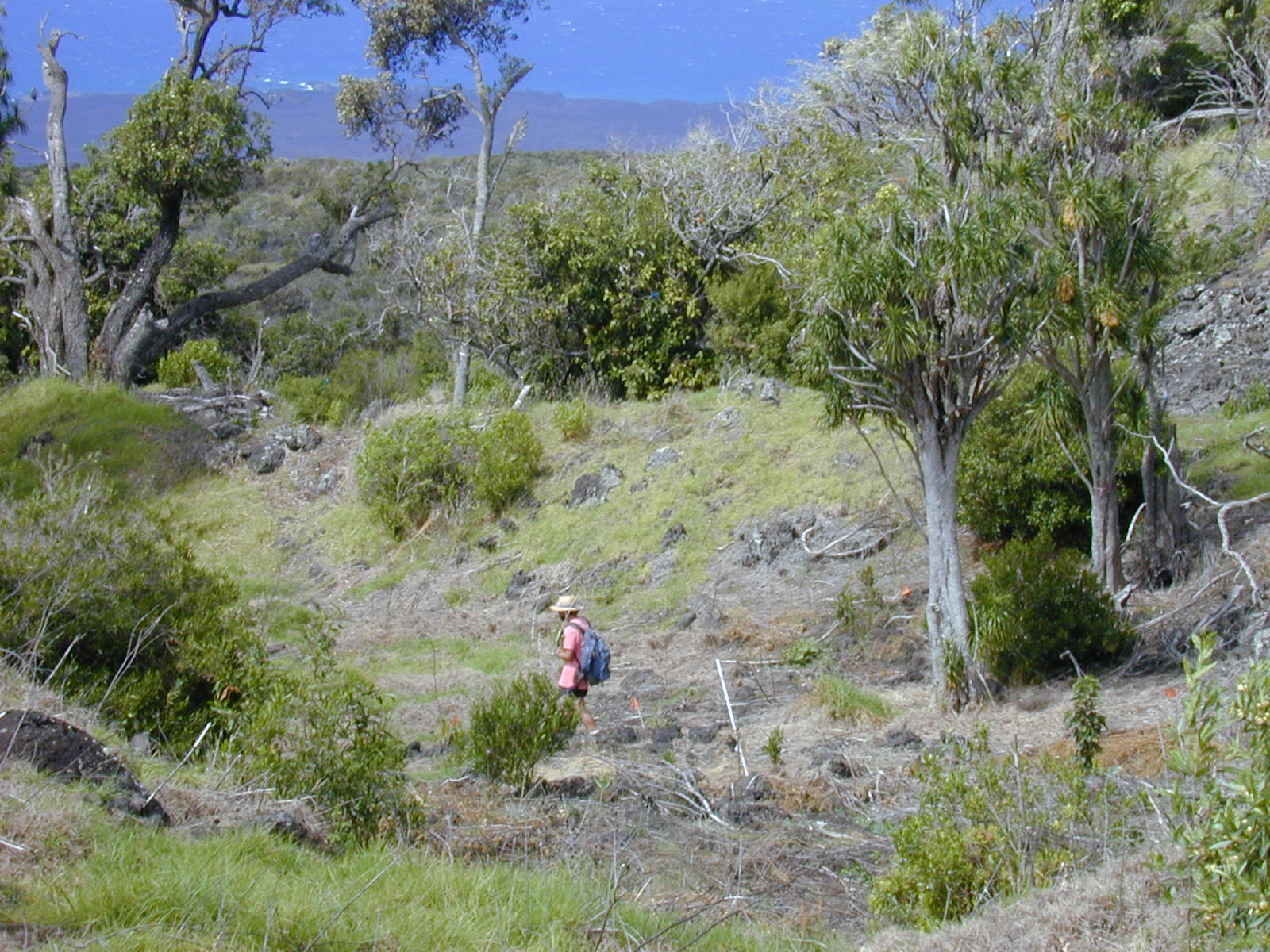
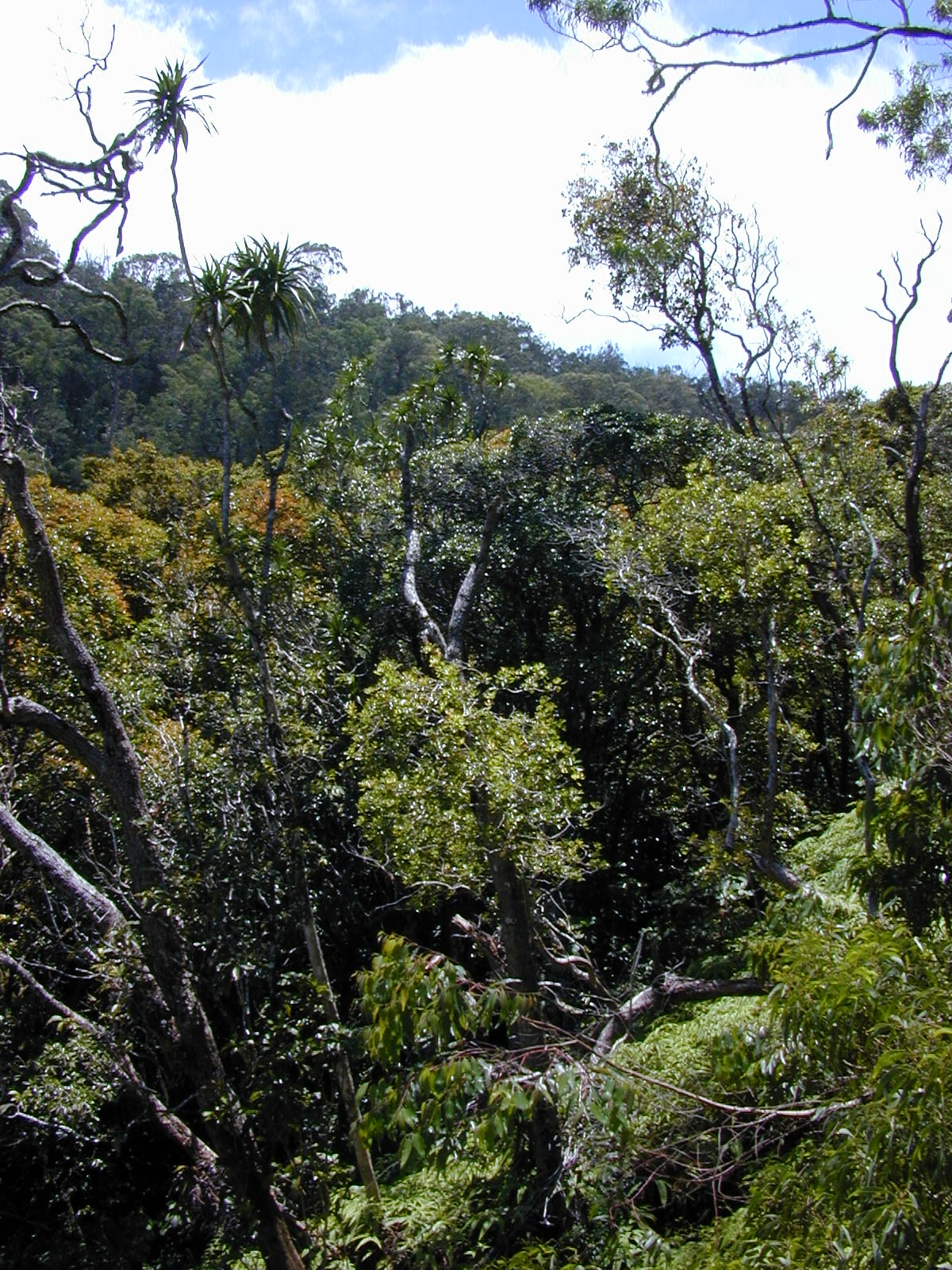